# Monells
Monells és una entitat de població al municipi de Cruïlles, Monells i Sant Sadurní de l'Heura, comarca del Baix Empordà. Comprèn un sector dels vessants nord-orientals de Massís de les Gavarres i de la vall del riu Rissec, afluent per l'esquerra del riu Daró, aigües avall del terme.
Monells havia estat municipi independent fins al 1973, en ajuntar-se amb Cruïlles i Sant Sadurní de l'Heura.

## Orografia
El poble, a banda i banda d'aquest rieral, al peu dels pendents de la serra, a 56 m d'altitud, és situat en un punt on la vall comença a eixamplar-se en entrar en contacte amb la plana. Altres minses torrenteres, tributàries del Rissec, drenen també el territori. El terme a l'extrem de la comarca, limita, a ponent, amb el Madremanya, ja de la comarca del Gironès. El Puig Ventós, de 130 m d'altitud, al NW -fita amb Madremanya i Corçà- és el punt més alt de la contrada. La carretera de Corçà a Bordils passa pel poble. Fins als anys 1980 no es varen asfaltar els camins veïnals que menen des de Monells a Cruïlles i a Sant Sadurní de l'Heura.
A la part més accidentada del terme hi ha el bosc de suros i pins característic de les Gavarres, amb nombroses clarianes de camps de conreu. Hi resten algunes vinyes i oliveres, antigament preponderants. Els cereals i els farratges són, avui, els conreus -sempre de secà- més estesos arreu del territori. L'activitat pecuària -bestiar boví, porcí i oví- hi és important, amb algunes granges instal·lades modernament. Hi cal destacar la Granja Camps i Armet (agrícola i ramadera), propietat de la Diputació de Girona, destinada a granja experimental.

## Història
L'any 922 el rei Carles III de França, anomenat el Simple confirmà a la seu de Girona les propietats que posseïa a Mulnels. L'església de Sant Genís de Monels passà a dependre el 1019 de la canònica de Girona. Cal suposar que el nom del lloc, s'originà per l'existència de molins a les vores del Rissec. El castell de Monells, al comtat de Girona, fou sovint cobejat a l'època medieval, en gran part a causa de la seva situació fronterera amb el Comtat d'Empúries i amb les importants possessions dels bisbes gironins al Baix Empordà. Fou el solar del llinatge que prengué per cognom el d'aquest lloc i que donà personatges molt notables al país. La primera noticia és del 1019 i es refereix a Auger de Monells a qui el comte Ramon Berenguer III concedí el 1103 permís per traslladar a Monells el mercat que se celebrava a Anyells (avui veïnat de Corçà). El mercat de Monells fou el més important de la comarca a l'època medieval i l'origen de la puixança del poble que mantingué durant els segles. El 1234 el rei Jaume el Conqueridor disposà que la mitgera de Monells, mesura de grans que hom hi emprava, fos tinguda, juntament amb la de Girona, com a base per a fixar els preus dels cereals a tot el bisbat.
A mitjan segle xiii els vescomtes de Bas eren senyors del castell de Monells, i, per casament de Sibil·la de Palou -filla del vescomte Simó de Bas i Garsenda d'Anglesola- amb el comte Hug V, el lloc passà al Comtat d'Empúries. El 1302, després de les disputes entre els darrers comtes de la primera dinastia emporitana i el rei Jaume II, Monells fou ocupat per les forces reials, embargat i venut. Segons l'historiador empordanès Josep Pella i Forgas, arribà a posseir el lloc un jueu influent, de nom Vidal de Monells. El 1335 el rei Alfons concedí al comte Pere I d'Empúries un permís per a canviar de dates la fira anual de 10 dies que se celebrava a Monells i la concessió d'una altra fira de la mateixa durada, les quals hom suposa que degueren ser d'una gran transcendència, com a complement del mercat setmanal, per al desenvolupament de la població.
La comtessa d'Empúries Maria de Xèrica, vídua de Ramon Berenguer I d'Empúries, passà els darrers anys de la seva vida al castell de Monells -de 1364 a 1372- i fundà l'hospital de la població. El 1385 Pere el Cerimoniós incorporà el lloc a la corona i, el mateix any, concedí importants privilegis i llibertats al poble i al seu mercat. Els prohoms de Monells, per exemple, jutjaven tota mena de plets i les penes s'havien de complir en el mateix lloc; en el mercat ningú no podia ser detingut i hi acudia gent de tota mena i procedència.
L'any 1420 Martí l'Humà vengué el lloc i el castell a Bernat IV de Senesterra. Els Senesterra gaudiren d'aquest domini fins al segle xvi (excepte l'any 1420, en el qual Lluís de Pontós el tingué en feu del rei). Posteriorment passà, per compra als Millars. El 1484 el castell fou atacat i pres pels remences. A la fi del segle xvii Monells consta com a lloc reial i el seu famós mercat s'anà extingint davant la preponderància del de la Bisbal d'Empordà.

## El barri del castell
El barri del castell és un petit conjunt urbà ben característic de poble de mercat, centrat per la magnifica Plaça Major, recinte en forma de rectangle irregular. La seva banda del nord és porticada i la del migdia també ho és, parcialment. Les arcades -de llum i alçada irregulars- són de forma rebaixada; les cases presenten elements dels segles XV al XVIII. En una de les façanes es va descobrir una curiosa finestra d'arc de ferradura. En el costat oriental de la plaça hi ha l'antiga casa del comú, que té una finestra coronella gòtica. A la banda del nord, entre dues arcades, hi ha la mitgera de Monells. La mesura és de pedra calcària i té gravada la data de 1818. A llevant de la Plaça Major hi ha la minúscula plaça de l'Oli, amb pòrtics que formen curiosos angles i racons. Ambdues places es comuniquen amb el carrer dels Arcs, en una bona part cobert per passadissos amb voltes i arcades. El Carrer Major puja vers el castell, a l'extrem est del barri; les cases tenen elements dels segles XV-XVIII, com tot aquest nucli.

## Els camins vells
El carrer de la Vilanova ressegueix un antic camí, anomenat Via Mercadera el Segle XI. Aquesta via es dirigia a Anyells des del pla de Cruïlles i procedia del coll de la Ganga. Per l'oest hi entrava un camí documentat el 1132, a Castellar de la Selva. Del nord hi arribava, el 1292, la via que unia Girona i Monells, tot passant per la Vall de Sant Daniel i pels Àngels.
Per la rodalia de Monells passava el camí d'Empúries, que a l'època romana des d'Empúries travessava la plana del Baix Empordà i menava a Girona per aquest natural de les Gavarres. Sembla que en aquest indret, se n'hi afegia un altre provinent de la Via Augusta.

## Extramurs
Al nord del barri del castell, extramurs, hi ha el Mas Fabrega -conegut també amb els noms de Can Mai, Can Riba, i més tard, Can Puig-Salelles-, l'edifici és fortificat amb una garita angular, de carreus, que té una mènsula esculpida a la base. Les portes són adovellades; a la llinda d'una finestra hi ha l'emblema del llinatge Fàbrega, en relleu (el 1661 Joan Fàbrega rebé el privilegi de ciutadà honrat de Barcelona).
El barri de la Riera, a l'esquerra del Rissec, les cases --del segle XVI-XVIII-s'hi agleven d'una forma menys compacta. En aquest lloc hi hagué l'Hospital, fundat per Maria de Xèrica, avui desaparegut el qual tenia una capella dedicada a sant Antoni.
Al nord-est d'aquest veïnat hi ha Ca l'Estanyol, gran pairalia en la qual es destaca el pati interior amb obertures renaixentistes decorades i datades a finals del segle xvi i inicis del XVII. La porta principal, adovellada, ostenta l'escut de la família Estanyol, documentada des del segle xvi. El 1671 Francesc Estanyol era ciutadà honrat de Barcelona. El 1922 el filantrop Albert Camps i Armet (1849-1923), propietari del casal, el deixà a la Diputació de Girona, que entrà en possessió el 1941. Ha estat dedicat, amb les dependències i terres annexes, a finalitats benèfiques (residència d'estiueig dels internats a la Llar infantil de l'entitat) i a l'ensenyament de tècniques agrícoles i pecuàries, amb el nom de Granja Camps i Armet.
Entre les masies disperses pel terme cal esmentar el Mas de la Torre, uns 500 m al SE del poble, amb una torre de defensa de planta rectangular. Al veïnat de Sies, de masos escampats, i, 5 km al NW de Monells, hi ha el Mas Portós (el llinatge d'aquest nom és conegut des del segle xiv).

## Llocs d'interès
En els darrers anys el nom aconseguit per Monells com a conjunt monumental ha fet que sigui força visitat pel turisme i pel mateix motiu moltes cases de la població han estat convertides en segona residència, principalment de la burgesia barcelonina.

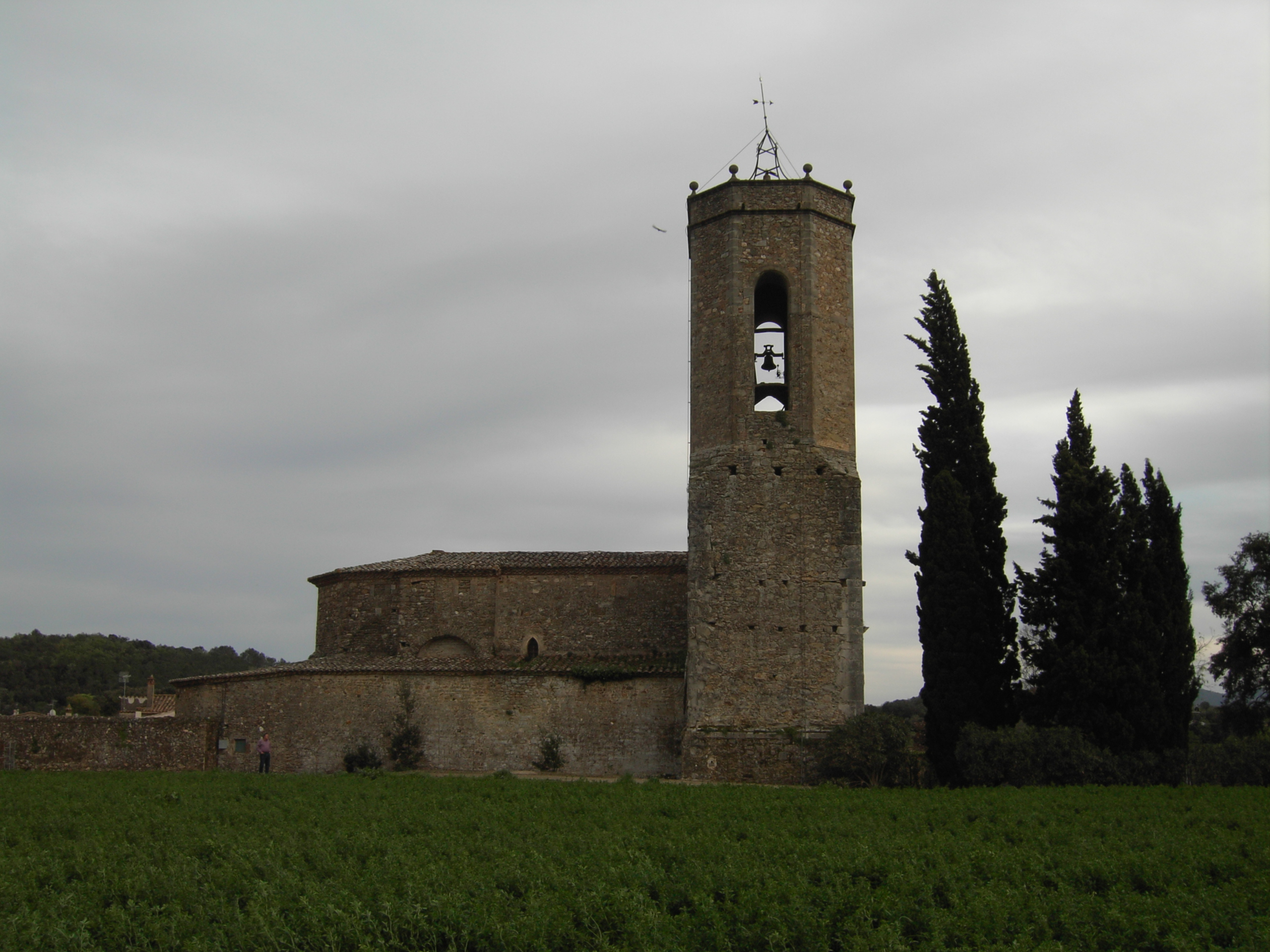
Església de Sant Genís

- Sant Genís de Monells, documentada a principis del segle xi, conserva la capçalera d'estil romànic, la nau i l'absis d'estil gòtic, i la façana occidental i el campanar d'estil barroc. Al cementiri hi ha una làpida sepulcral gòtica del cavaller Arnau de Pontós, membre d'un dels llinatges més importants de la història de Monells.
- Plaça de Jaume I
- Plaça de l'Oli
- El mirador del castell

## Interès genealògic
El cognom Ventayol és originari d'aquesta població i una branca s'expandí a Mallorca durant la conquesta de Mallorca. L'historiador Piferrer a finals del segle xix destacà a la seva obra: "Nobiliario de los Reinos y Señoríos de España" que una branca establerta a Palma lluità contra els agermanats a favor de l'emperador Carles V, essent condecorats pel monarca. S'establiren a Alcúdia (Mallorca) el 1525. Avui en dia encara hi ha descendents d'aquells que s'establiren al segle xvi a Alcúdia.

## Esport
L'Agrupació Esportiva Monells, fundada l'any 1977, és una entitat de poble, ubicada al Baix Empordà a l'agrupació municipal que engloba Cruïlles, Monells i Sant Sadurní de l'Heura, amb una població aproximada de 1.284 habitants i dintre la vila del qual té el nom el club, Monells.

## Demografia
Al cens demogràfic de Monells s'acusa una disminució entre la fi del segle xv i el principi del xviii, a causa, segurament, de la minva d'importància del mercat. Augmentà la població a la fi del xviii i durant la primera meitat del XIX (456 h el 1857). Malgrat algunes fluctuacions, es pot dir que el descens iniciat a la darreria del XIX -amb la crisi agrària i l'atracció dels nuclis industrials -no es deturà fins a mitjan segle XX (255 h el 1960). En el decenni 1960/70 es produí una lleugera recuperació motivada per l'ocupació de moltes cases del poble per part d'immigrants del sud peninsular que treballaven a les indústries de terrisseres de la Bisbal i Corçà (333 h el 1970). Durant els darrers anys hi ha hagut, tanmateix, un altre descens molt acusat.

## Galeria

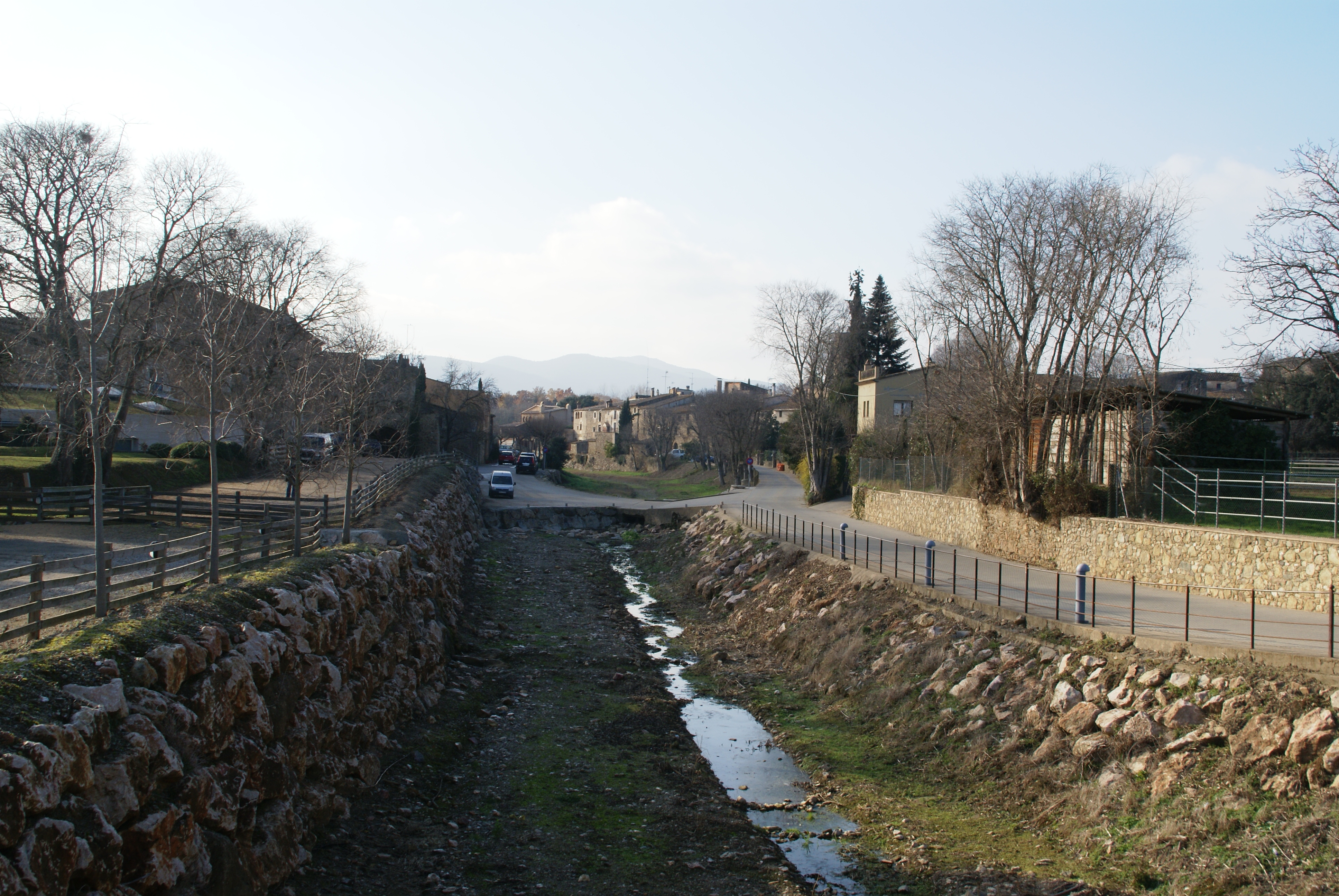
El Rissec
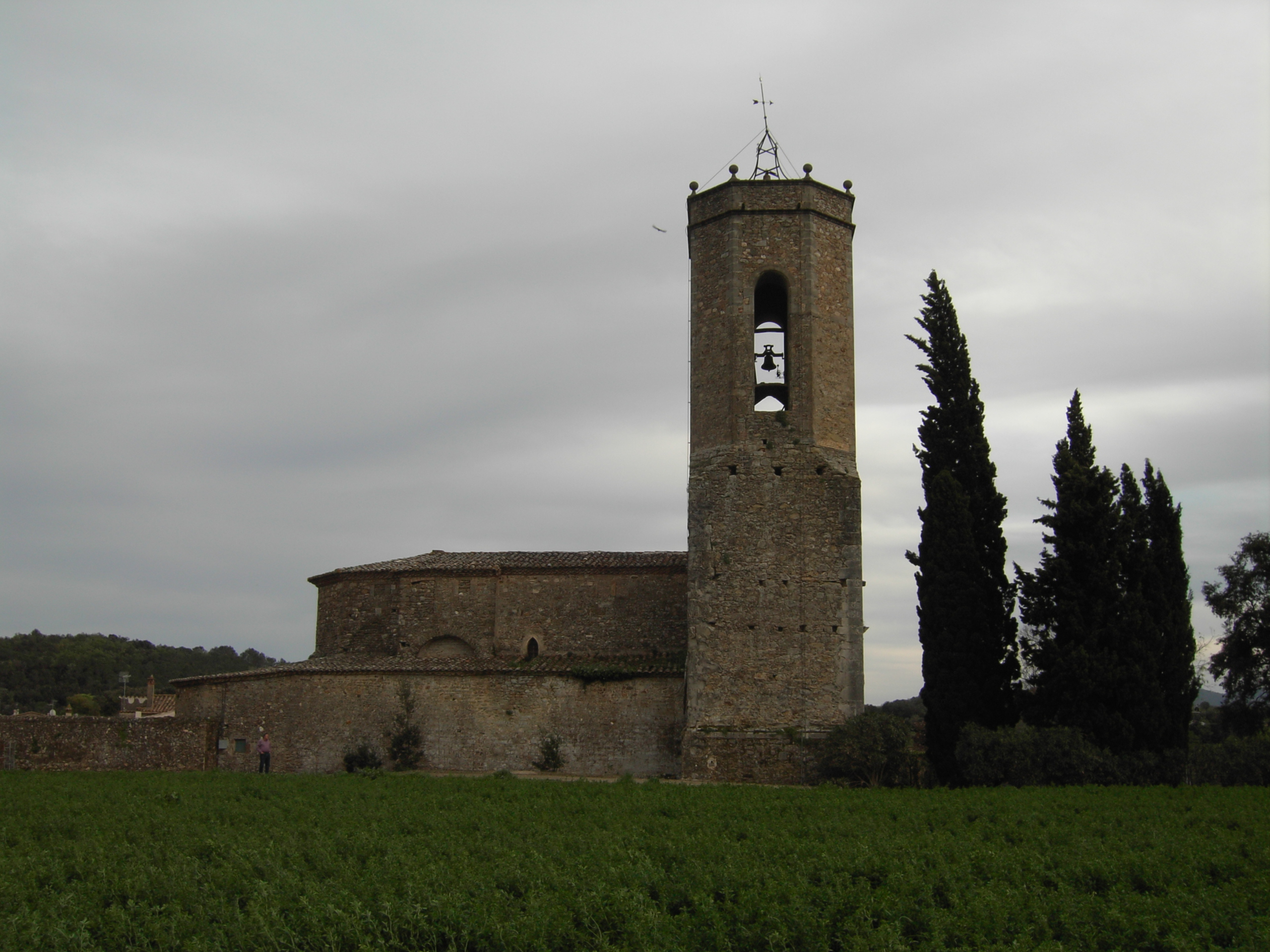
Església de Sant Genís
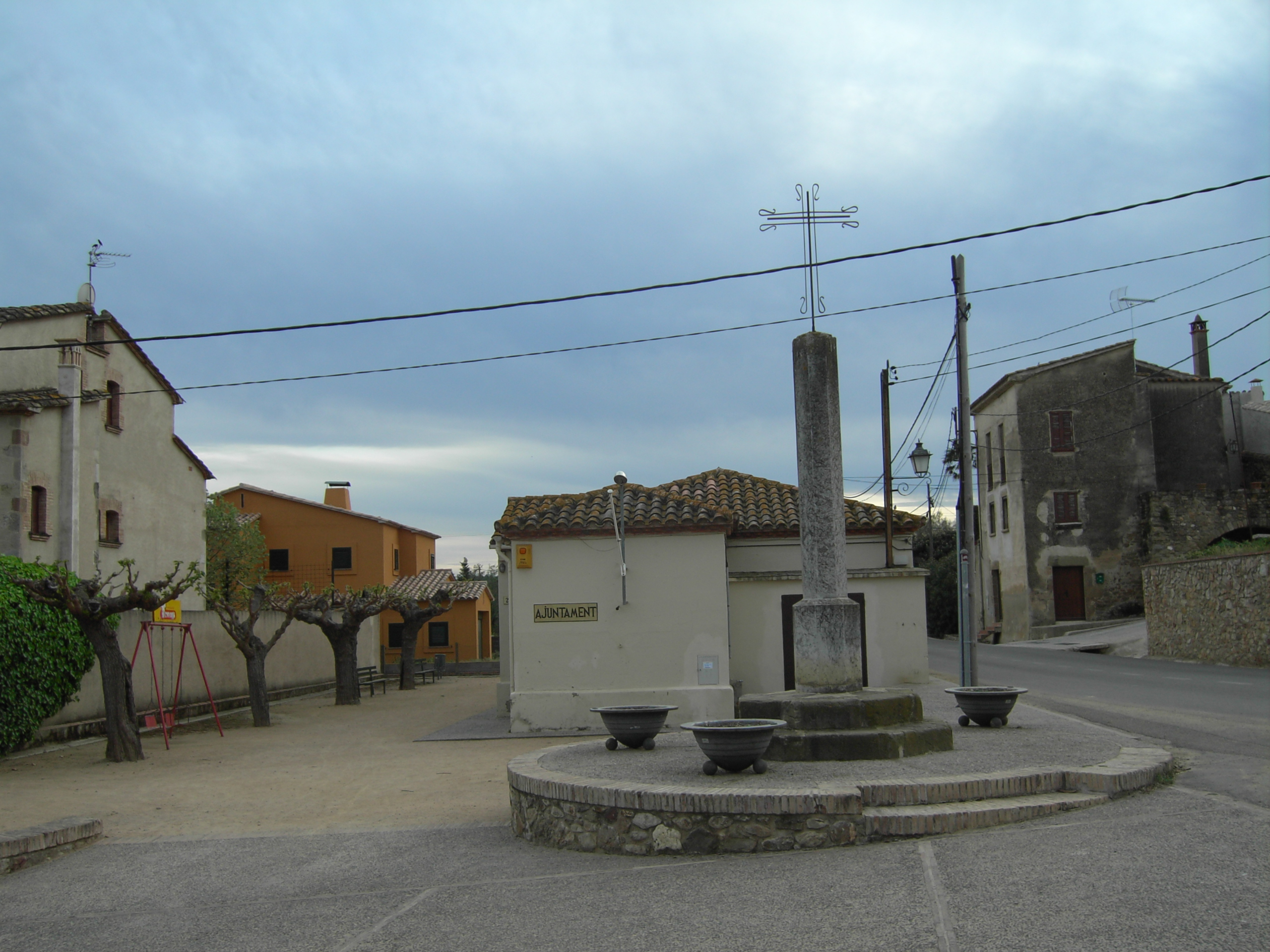
Plaça de l'Ajuntament
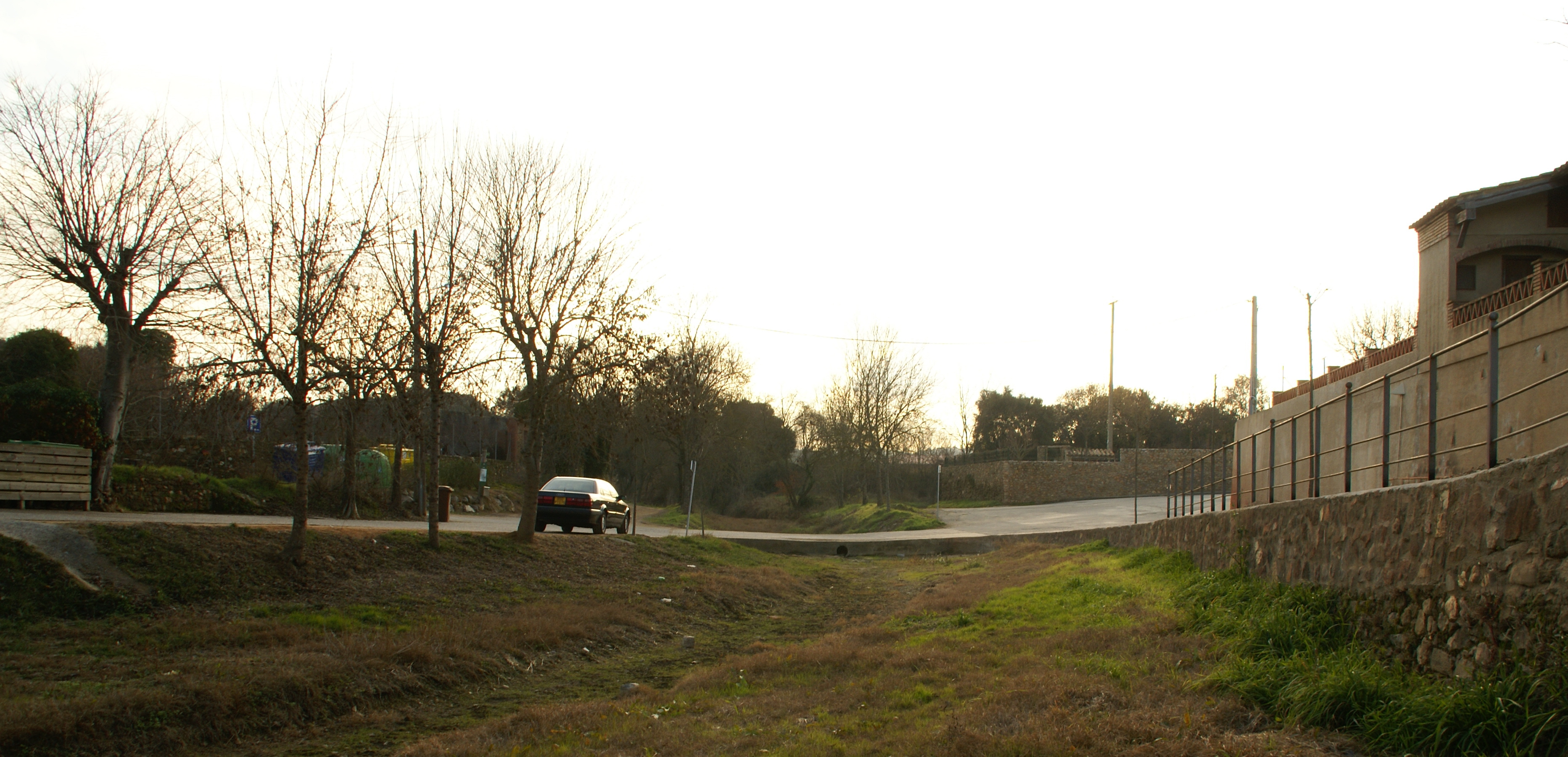
Gual al Rissec
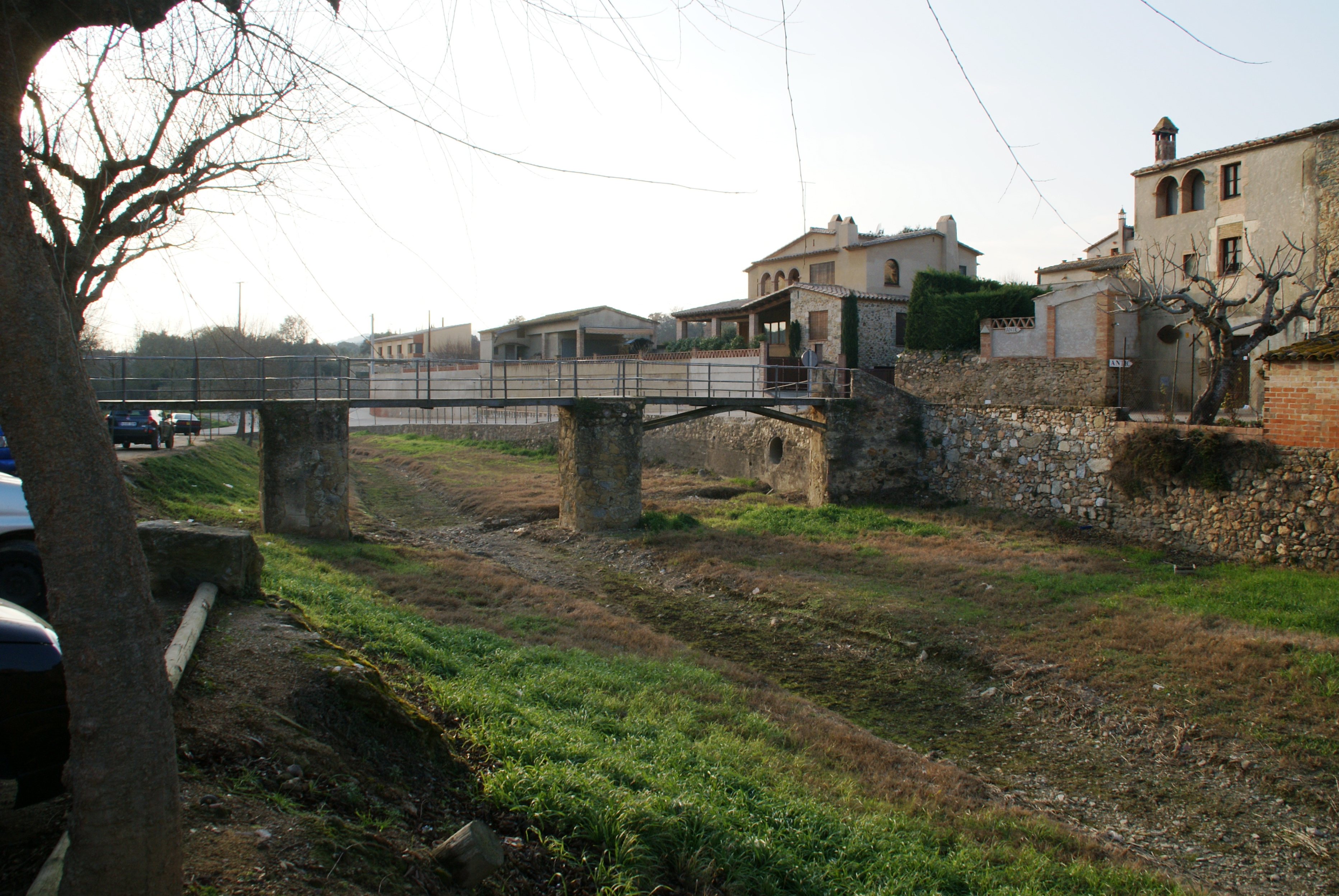
Pont al Rissec